# Saisie intuitive
La saisie ou frappe intuitive ou prédictive (de l'anglais predictive text), appelée aussi le dictionnaire, est une technologie conçue afin de simplifier la saisie de texte sur les claviers téléphoniques.
Initialement brevetée aux États-Unis en 1985 en tant que méthode de communication téléphonique avec les sourds, la saisie intuitive n'a connu que des applications limitées avant l'avènement de la téléphonie mobile et de son service de messages textuels, où elle a trouvé son utilité principale.

## Le marché
La saisie intuitive est développée et commercialisée par différentes sociétés dont les produits se trouvent en concurrence.

### T9
Le plus répandu d'entre eux a été mis au point par Tegic Communications (devenu une filiale d'AOL depuis son rachat en décembre 1999) : il s'agit du T9, sigle de « text on 9 keys » (littéralement « texto sur 9 touches »). C'est celui qui est intégré aux téléphones à clavier de la plupart des constructeurs (notamment LG, Samsung, Nokia, Siemens, Sony Ericsson). La notoriété de cette marque est d'ailleurs devenue telle qu'elle désigne dans le langage courant le concept général de saisie intuitive.

### Autres marques
- l'iTap : créé par Motorola pour ses téléphones ;
- le LetterWise[4], le WordWise[5] et l'EQx[6] d'Eatoni Ergonomics ;
- le SureType[7], développé par Research In Motion (RIM) pour son BlackBerry ;
- l'AdapTex, de KeyPoint Technologies (KPT) ;
- le Lightkey, de Lightkey Sources Ltd. ;
- le Q9[8], méthode permettant l'encodage des sinogrammes utilisés dans l'écriture des langues chinoises. Développée par le groupe hongkongais Qcode Information Technology, elle n'entretient aucun rapport avec le T9, malgré la proximité de leurs noms.
- eZiText pour la saisie des sinogrammes.

## Principe de fonctionnement

### Avec et sans la saisie intuitive

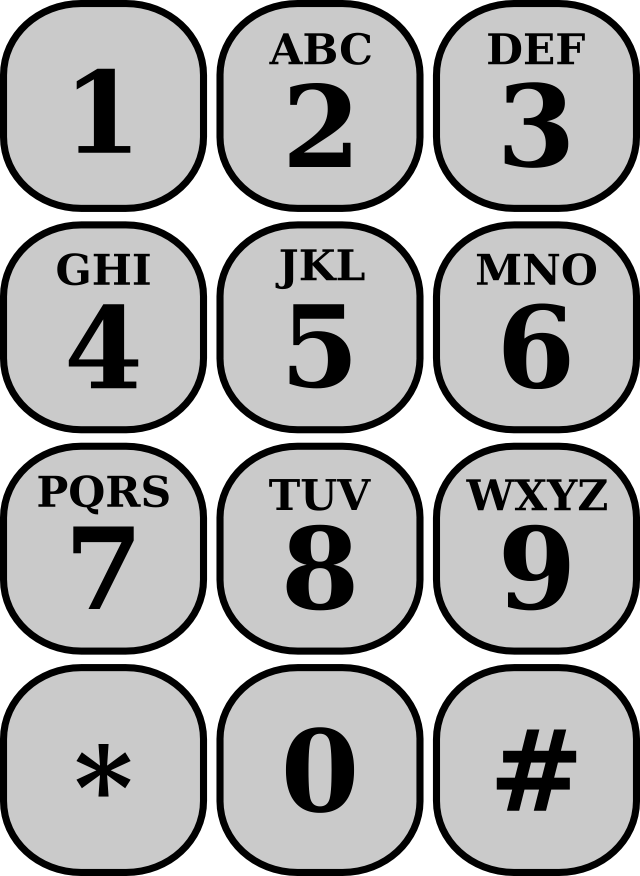
Un clavier de téléphone standard (ITU-T E.161)

Les touches d'un clavier téléphonique sont généralement disposées comme sur l'image ci-contre : à chaque touche correspond un groupe de plusieurs lettres (3 ou 4). À l'origine, leur présence n'avait pas pour vocation de permettre de saisir du texte mais de vocaliser des numéros : c'est là encore la popularisation du SMS qui a conduit à les utiliser à cet effet.
Avec les premières générations de terminaux mobiles et leur système dénommé MultiTap (ou parfois plus simplement ABC), la saisie de chaque lettre nécessite de presser {\displaystyle p} fois la touche sur laquelle elle est inscrite, où {\displaystyle p} désigne sa position dans le groupe. Par exemple la lettre Y figure en position {\displaystyle p} = 3 du groupe WXYZ inscrit sur la touche 9 : il faut donc presser cette dernière à trois reprises pour afficher un Y.
Supposons qu'un utilisateur souhaite taper le mot SAGE. Il devra alors presser :
|   | 4 fois la touche 7 (PQRS) | pour obtenir la lettre S, |
| + | 1 fois la touche 2 (ABC)  | pour obtenir la lettre A, |
| + | 1 fois la touche 4 (GHI)  | pour obtenir la lettre G, |
| + | 2 fois la touche 3 (DEF)  | pour obtenir la lettre E, |

c'est-à-dire 77772433, soit en tout 8 pressions.
Le système de saisie intuitive permet quant à lui de s'affranchir de ces multiples frappes : une seule pression par lettre suffit pour une majorité de mots. C'est le cas pour le SAGE précédent ; un téléphone qui en est équipé permettra de ne presser que :
|   | 1 fois la touche 7 pour sélectionner le groupe PQRS (P est d'abord sélectionné, car plus commune que les trois autres lettres de la touche, mais l'utilisateur ne doit pas en tenir compte), |
| + | 1 fois la touche 2 pour sélectionner le groupe ABC (Le P est remplacé par le groupe SA, plus courant que PA en français),                                                                    |
| + | 1 fois la touche 4 pour sélectionner le groupe GHI (G est la plus commune après le groupe SA),                                                                                               |
| + | 1 fois la touche 3 pour sélectionner le groupe DEF (D et F ne peuvent venir après SAG, du moins dans des mots du dictionnaire),                                                              |

c'est-à-dire 7243, soit seulement 4 pressions au total.

### Nécessité de procéder parconjecture
Mais, là où une combinaison de touches correspond, dans le système traditionnel, à un mot et un seul (bijectivité), le système de saisie intuitive doit faire face à un problème : la pluralité des combinaisons de lettres correspondant à une même saisie.
On peut d'ailleurs en calculer le nombre : pour {\displaystyle n} touches pressées, le nombre de combinaisons de lettres correspondant est de {\displaystyle \prod _{i=1}^{n}x_{i}}, où {\displaystyle x_{i}} est le nombre de lettres inscrites sur la {\displaystyle i}-ème touche de la combinaison ({\displaystyle x_{i}} = 3 ou 4 selon les touches).
Par exemple avec notre combinaison de {\displaystyle n} = 4 touches, 7243 :
1. la touche 7 comporte {\displaystyle x_{1}} = 4 lettres (PQRS),
2. la touche 2 comporte {\displaystyle x_{2}} = 3 lettres (ABC),
3. la touche 4 comporte {\displaystyle x_{3}} = 3 lettres (GHI),
4. la touche 3 comporte {\displaystyle x_{4}} = 3 lettres (DEF).

Il y a donc {\displaystyle x_{1}} × {\displaystyle x_{2}} × {\displaystyle x_{3}} × {\displaystyle x_{4}} = 4 × 3 × 3 × 3 = 108 combinaisons de lettres possibles. Mais une seule concorde avec le souhait de l'utilisateur (ici SAGE) : le système de saisie intuitive va donc devoir recourir à l'interprétation, afin de déterminer laquelle.

### Utilisation d'un dictionnaire
Évidemment, parmi toutes ces combinaisons, la majorité ne représente aucun mot existant dans la langue de l'utilisateur. En l'occurrence, outre le mot SAGE, des suites comme RBHF, PCGE ou QAGF correspondent également à 7243.
Le système de saisie intuitive ne doit donc pas proposer ces suites de lettres inintelligibles : un dictionnaire intégré à la mémoire de l'appareil, qui référence les mots les plus communément utilisés dans la langue de l'utilisateur, le lui permet.

### Choix de l'utilisateur
Cependant, même en ayant recours à un dictionnaire, une saisie peut rester ambiguë. Ainsi dans notre exemple, en plus du mot que l'utilisateur a en tête (SAGE), il en existe dans la langue française encore au moins six autres qui correspondent à 7243 : PAGE, PAIE, RAGE, RAID, RAIE, SCIE.
Par conséquent, à chaque fois que l'utilisateur presse une touche, un algorithme établit à partir du dictionnaire la liste des mots qui pourraient correspondre à la combinaison saisie, puis détermine pour chacun d'eux la probabilité d'être celui que l'utilisateur a à l'esprit (en fonction du positionnement du mot dans la phrase, du nombre de fois que ce mot a été utilisé par l'utilisateur par le passé), et enfin met à jour l'affichage en sélectionnant celui qu'il estime être le plus probablement attendu par l'utilisateur.
Ce dernier peut alors :
- soit continuer la saisie du mot en cours, si le nombre total de lettres n'est pas atteint,
- soit confirmer la proposition si elle lui convient (généralement par une pression de la touche 0 qui insère un espace, toutefois la touche attribuée à l'espace peut varier d'un appareil à l'autre), et commencer la saisie du mot suivant,
- soit parcourir, au moyen d'une touche dite next (« suivant »), la liste des autres mots correspondant à la combinaison saisie.

Tegic a mis en ligne quelques jeux permettant d'apprendre à utiliser son produit : le T9 (voir supra).

#### Émergence d'un nouveau concept «linguistique»
Dans un monde friand de néologismes, les différents mots correspondant, au sein d'une langue, à une même combinaison de touches sont désormais qualifiés par les anglophones de textonyms (ou txtonyms), d'adaptonyms, de cellodromes, ou même de T9-agrams. L'équipe de développement de Tegic elle-même a baptisé T9-o les coquilles provoquées par un oubli de la touche next.
Ainsi, pour reprendre notre exemple, on dira que « sage » est un textonym de « scie », ou encore que « sage » et « scie » sont textonyms.
Parmi les milliers d'autres textonyms existant en français, on peut citer :
| Combinaison              | 38       | 837     | 6647           | 26663             | 56873       | 836373               |
| ------------------------ | -------- | ------- | -------------- | ----------------- | ----------- | -------------------- |
| Textonyms correspondants | ET DU EU | TES VER | NOIR MOIS OMIS | BONNE COMME CONNE | LOURD LOUPE | TENDRE VENDRE VÉNÉRÉ |

De tels exemples illustrent l'importance de bien relire ses messages avant de les envoyer, afin d'éviter qu'un des mots ne soit remplacé par mégarde par l'un de ses textonyms.

### Efficacité etoptimisation
Dans l'exemple présenté (SAGE), la saisie intuitive permet de réduire le nombre de frappes de 50 % (on passe de 8 à 4) ; mais le système est d'autant plus efficace que les mots sont longs et complexes.
Afin d'augmenter encore cette efficacité, il est parfois possible de personnaliser le dictionnaire en l'enrichissant de mots qui lui sont inconnus, notamment les noms propres. Certaines variantes du système possèdent également des facultés d'adaptation aux habitudes de l'utilisateur (apprentissage des mots les plus fréquemment employés).
Les dernières versions des dictionnaires prennent en compte les abréviations récemment généralisées par l'explosion du SMS et de son langage spécifique. Ainsi, bien que ce ne soit pas un mot, JTM (pour « je t'aime ») sera proposé à l'utilisateur qui aura tapé 586.

#### Autocomplétion
L'une des principales différences entre le T9 et l'iTap est que ce dernier présente des fonctionnalités d'autocomplétion, c'est-à-dire qu'il est capable de deviner le mot, l'expression, voire la phrase entière désiré par l'utilisateur avant même qu'il n'ait eu à saisir le nombre total de lettres nécessaires.
Il se fonde pour cela sur un dictionnaire comprenant des expressions et des phrases couramment utilisées, afin de pouvoir exploiter le contexte du mot saisi dans sa manière de déterminer ce qui est attendu.
Bien que ce dispositif puisse paraître très utile, l'iTap est cependant réputé plus difficile à apprendre que le T9, justement en raison de cette aptitude supplémentaire. En effet, comme l'iTap va chercher à compléter par d'autres caractères la chaîne déjà saisie, si le mot qu'il propose n'est pas adapté, la liste des mots à faire défiler pour atteindre celui souhaité risque d'être plus longue qu'avec le T9.